# ام سلمة (الصومعة)

تعديل مصدري - تعديل

ام سلمة هي إحدى قرى عزلة ال سعيد بمديرية الصومعة التابعة لمحافظة البيضاء، بلغ تعداد سكانها 289 نسمة حسب تعداد اليمن لعام 2004.